# Chevrolet
Chevrolet (МФА ʃɛvrəˈleɪ) (в США также неофициально Chevy), — американская автомобилестроительная корпорация, которая является самостоятельным подразделением корпорации General Motors.

## История
Компания Chevrolet была создана 3 ноября 1911 года Уильямом Дюрантом, также основавшим в 1908 году компанию General Motors, с известным гонщиком и автомобильным инженером Луи Шевроле и инвесторами — Уильямом Литтлом и Эдвином Кэмбелом. Компания была названа в честь Луи Шевроле, который в то время был в гоночной команде Buick. Он был любимым гонщиком Дэвида Бьюика.
Шевроле, недолго проработав в компании, которой он подарил свое имя, вскоре уволился с должности главного инженера и продал все свои акции. Дюрант, который был в 1911 году отстранен от руководства компанией General Motors, стал скупать акции General Motors, а 1918 году обменял свои акции Chevrolet на акции General Motors, получив таким образом контроль над General Motors, и снова стал ее председателем правления. С этих пор Chevrolet является частью концерна General Motors.

### Эмблема
Существует несколько версий появления эмблемы. Самой популярной и наиболее известной является красивая история о том, как во время поездки в Париж один из основателей Шевроле Уильям Дюрант, остановившись в гостинице, увидел интересный рисунок на обоях. Изображение настолько понравилось Дюранту, что по приезде домой он предложил использовать его в качестве эмблемы компании. Две другие версии были оговорены членами семьи Дюранта. Так, его дочь написала в воспоминаниях, что её отец часто рисовал различные варианты эмблемы, одним из которых и был знаменитый галстук-бабочка — эмблема Шевроле. Жена Дюранта, в свою очередь, утверждает, что идею эмблемы её муж позаимствовал из газетной рекламы одной из угольных компаний того времени.-->

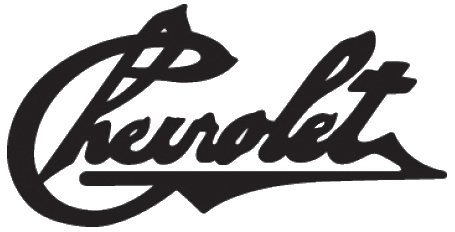
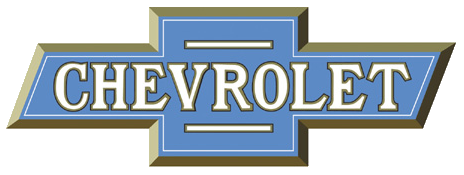
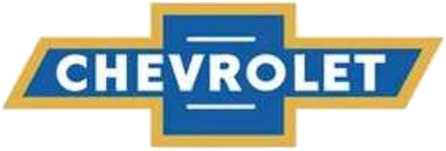
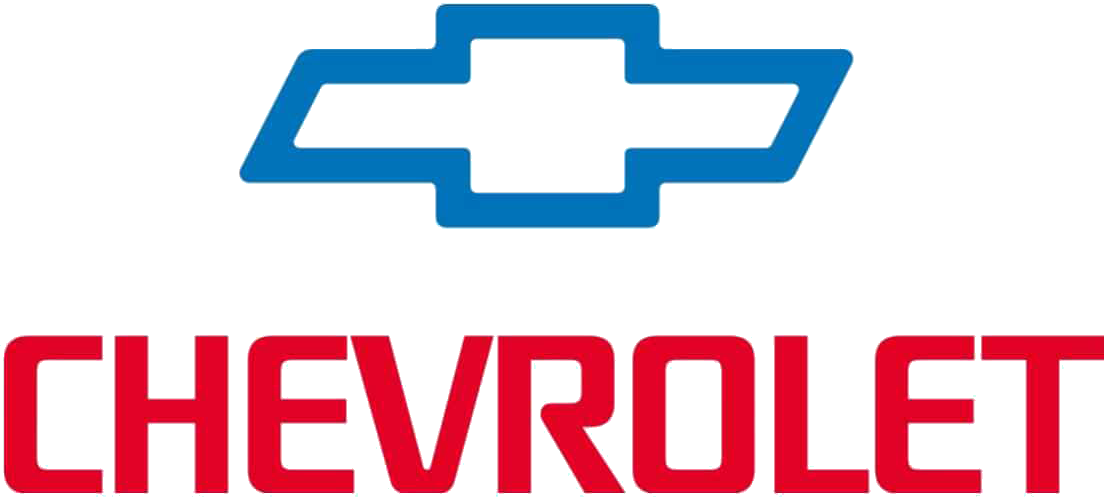
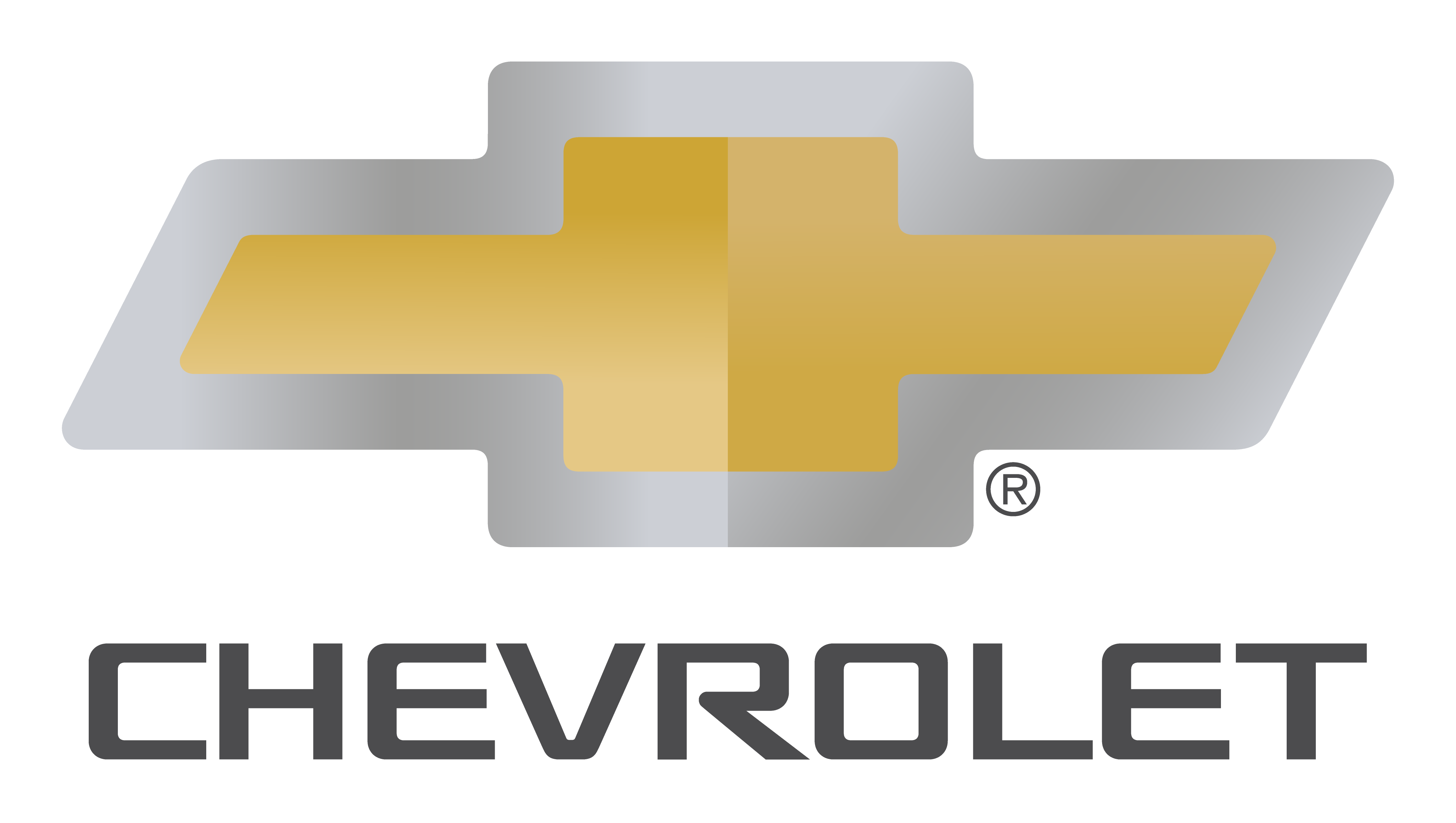

### В Европе
В Европе марка официально была представлена в 2005 году. Под брендом Chevrolet продаются главным образом южнокорейские модели Daewoo.
К концу 2015 года планируется постепенное прекращение продаж автомобилей Chevrolet в Европе. Вместо этого концерн GM намерен продвигать свои европейские бренды — Opel и Vauxhall, а также расширять дилерскую сеть премиального бренда Cadillac. Предполагается оставить марку Chevrolet исключительно для знаковых и статусных американских моделей (таких как Corvette). Ранее предполагалось, что эта стратегия не коснётся России и других стран СНГ, где Chevrolet сохранит свои позиции.

### В России
Первый автомобиль марки, «Шевроле Т-90», появился в России в 1911 году и имел шестицилиндровый двигатель объёмом 4,9 литра мощностью 30 лошадиных сил. Максимальная скорость автомобиля равнялась 105 километрам в час.
На рынке России под брендом Chevrolet продавались в основном модели корейского происхождения (такие как Spark, Aveo, Lacetti, Orlando, Epica, Evanda и другие), изначально нёсшие бренд Daewoo.
Кроме этого, были представлены не связанные с ними технологически автомобили американского производства, такие как внедорожники Tahoe и Trailblazer, седан Malibu и спортивный автомобиль Camaro.
Также совместным предприятием GM-АВТОВАЗ (с 2020 года называется «Лада Запад Тольятти») специально для российского рынка производился автомобиль Chevrolet Niva (основанный на модели ВАЗ-2123). В 2020 году автомобиль стал выпускаться как Lada Niva.
А до 2008 года под маркой Chevrolet Viva выпускался Opel Astra G.
По итогам 2010 года Chevrolet стала самой продаваемой иностранной торговой маркой среди новых легковых и легких коммерческих автомобилей в России (116 233 штук или +11,34 % по отношению к 2009 году).
В начале 2015 года корпорация General Motors объявила о прекращении продаж в России большинства моделей Chevrolet (за исключением спортивных автомобилей Camaro и Corvette, а также внедорожника Tahoe), прекращение сборки на заводе «Автотор» в Калининграде и своём заводе в Санкт-Петербурге.

## Модели

### Chevrolet Америка
AK
Advance Design
Bel Air (1950—1976)
Beretta (1987—1996)
Biscayne (1958—1972)
Camaro (1967— настоящее время)
Caprice (1965—1996)
Chevelle (1964—1977)
Corvair (1960—1969)
Corvette (1953 — настоящее время)
El Camino
Impala (1958 — настоящее время)
Trax
Townsman
Task Force
Biscayne
Brookwood
Kingswood
C/K
Greenbrier
Chevy Van
K5 Blazer
Vega
LUV
Citation
Celebrity
S-10
Astro
GMT400
Lumina APV
Venture
Avalanche
SSR

### Chevrolet Европа и Средняя Азия
Aveo
Spark
Groove
Lacetti
Lanos

### Chevrolet Китай
Baojun 510
Baojun 630
Seeker
Changxun
Lova RV
Orlando

### Глобал
- 150
- 210
- Apache
- Astro
- Avalanche
- Blazer
- Brookwood
- C/K (1960—1999)
- Captiva
- Cavalier (1982—2004)
- Celebrity
- Chevette (1976—1987)
- Citation
- Cobalt
- Colorado (2004 — настоящее время)
- Corsica (1987—2000)
- Cruze (2009 — настоящее время)
- Deluxe (1941—1952)
- Delray (1958)
- Epica
- Equinox
- Evanda
- Express
- Fleetline
- Fleetmaster
- Forester (2004—2005)
- HHR (2005—2011)
- Лагуна (Laguna)
- Lumina
- Mako Shark (1961)
- Malibu
- Monte Carlo
- Monza (1975—1980)
- Niva (2002-2020)
- Nomad
- Nova
- Optra
- Onix
- Orlando
- Prisma
- Rezzo
- Silverado
- Sprint
- SSR (2004—2006)
- Styleline
- Suburban (1936 — настоящее время)
- S-10
- Tahoe
- TrailBlazer
- Tracker
- Uplander
- Vega (1971—1977)
- Volt
- Viva (2004—2008)
- Venture (1997—2005)

### Грузовики
Bison
Bruin
C/E-series

### Автобусы
B Series

## Концепты
Chevrolet FNR-X
Chevrolet Tru 140S

## Галерея

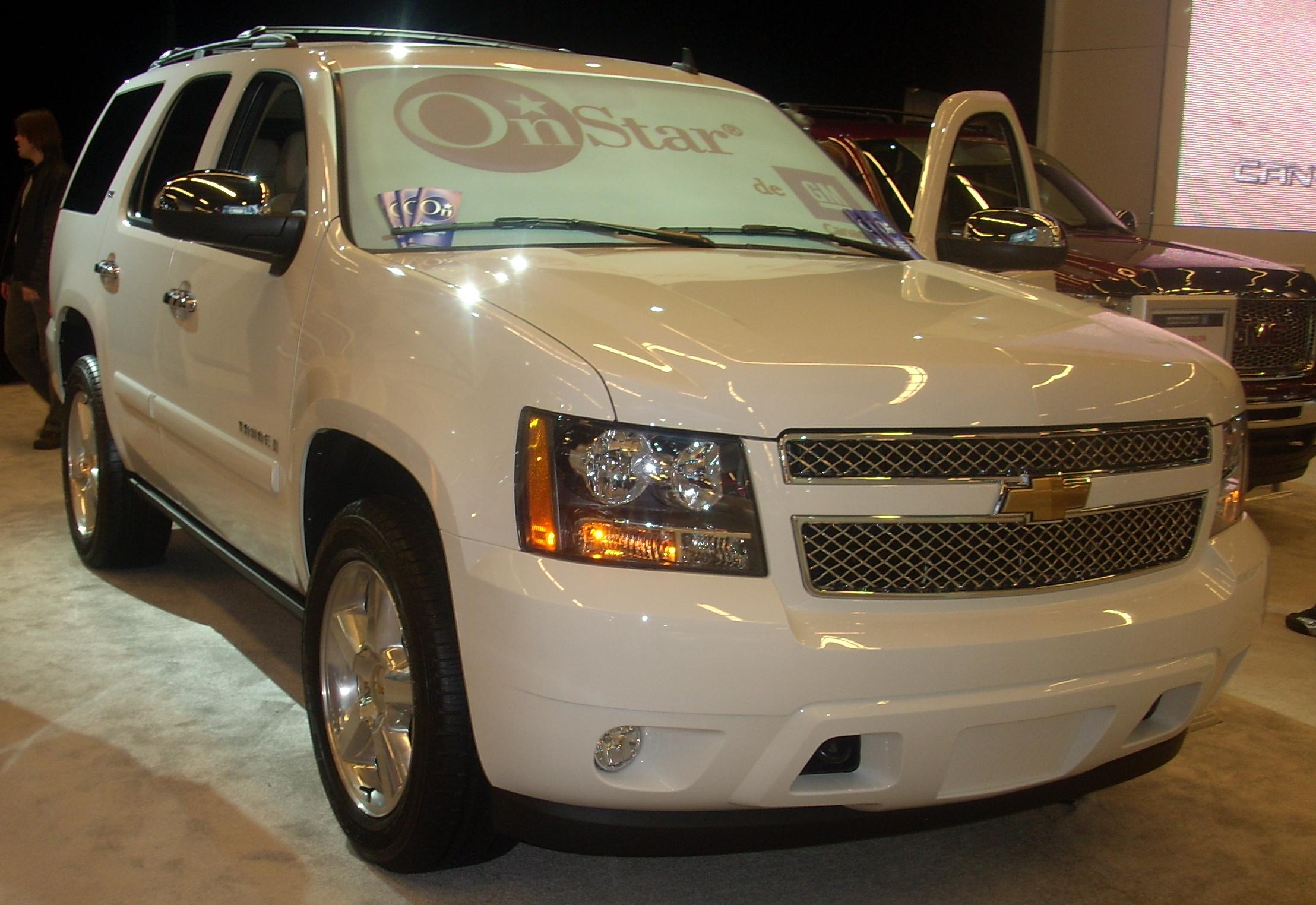
Chevrolet Tahoe
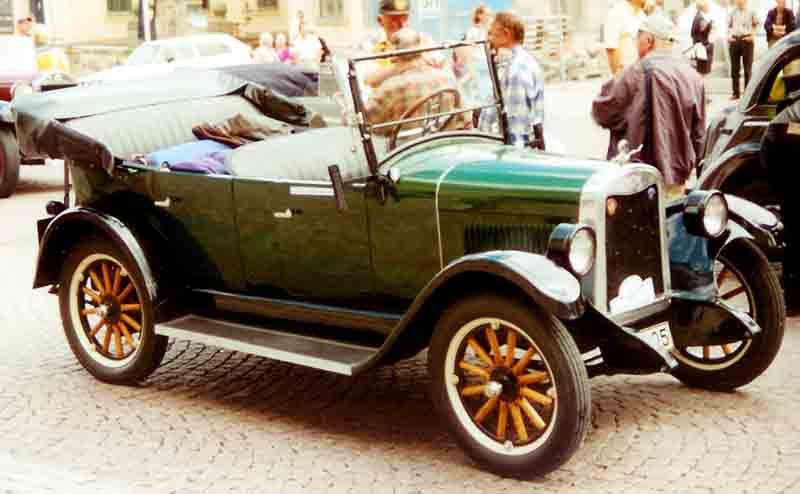
1925 Chevrolet — ранняя модель.
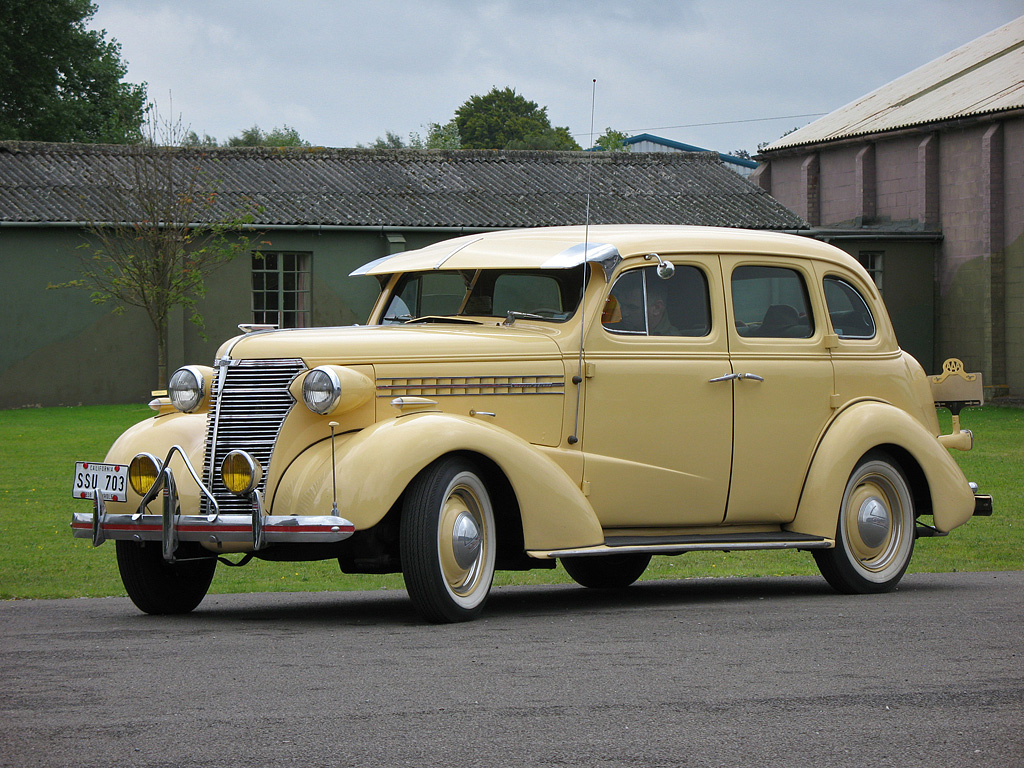
1938 Chevrolet Master Deluxe.
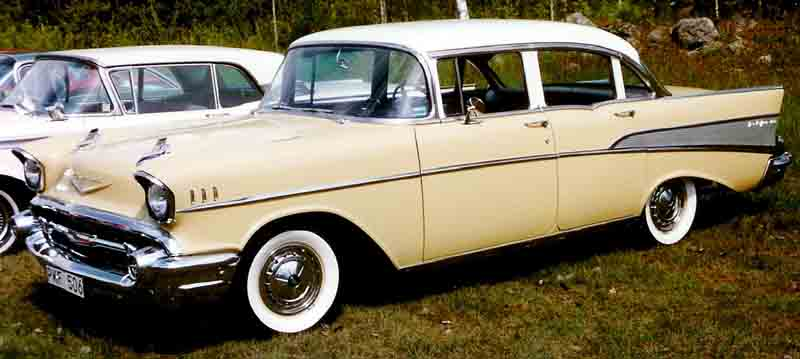
Chevrolet Bel Air.
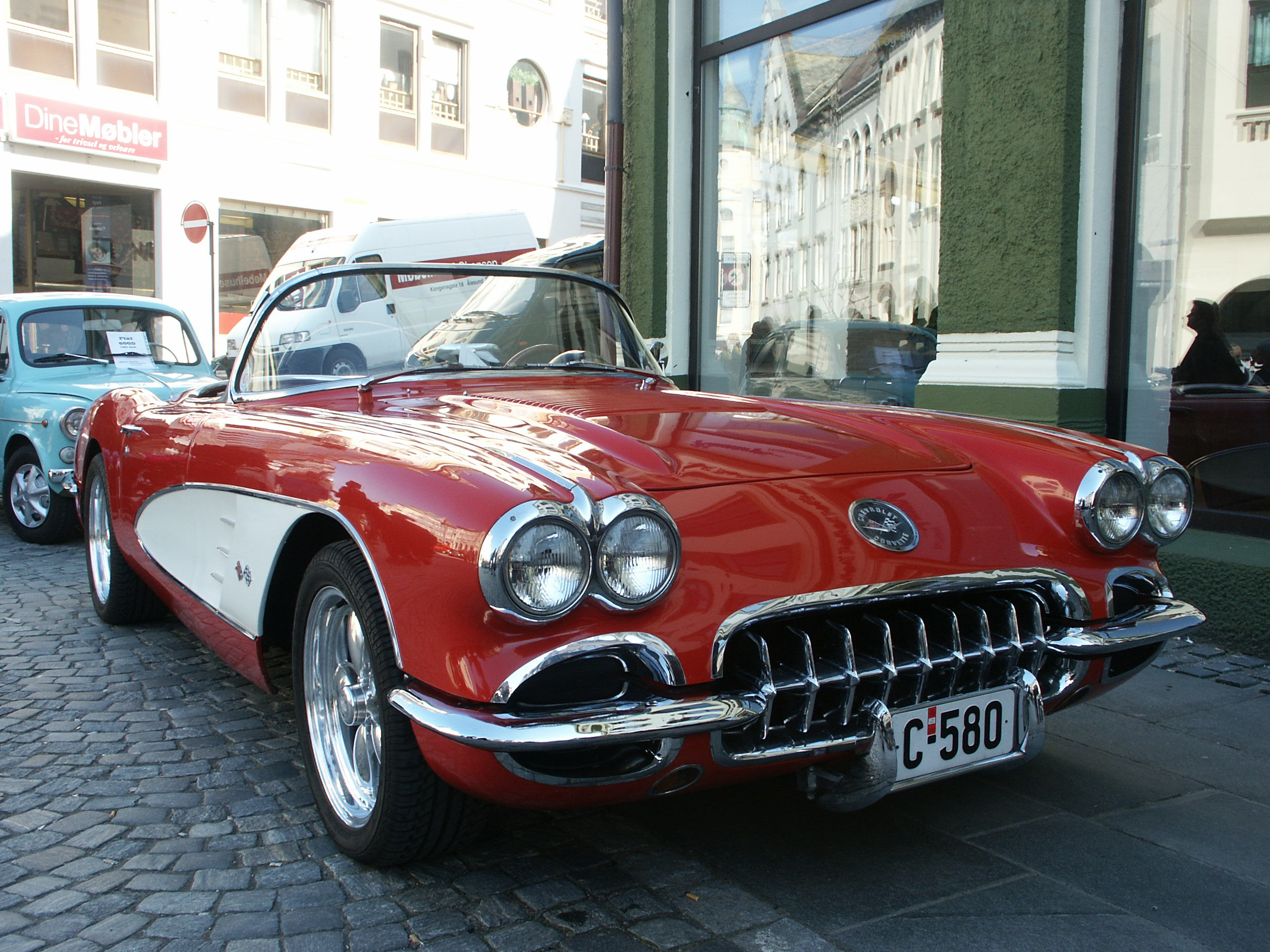
Corvette
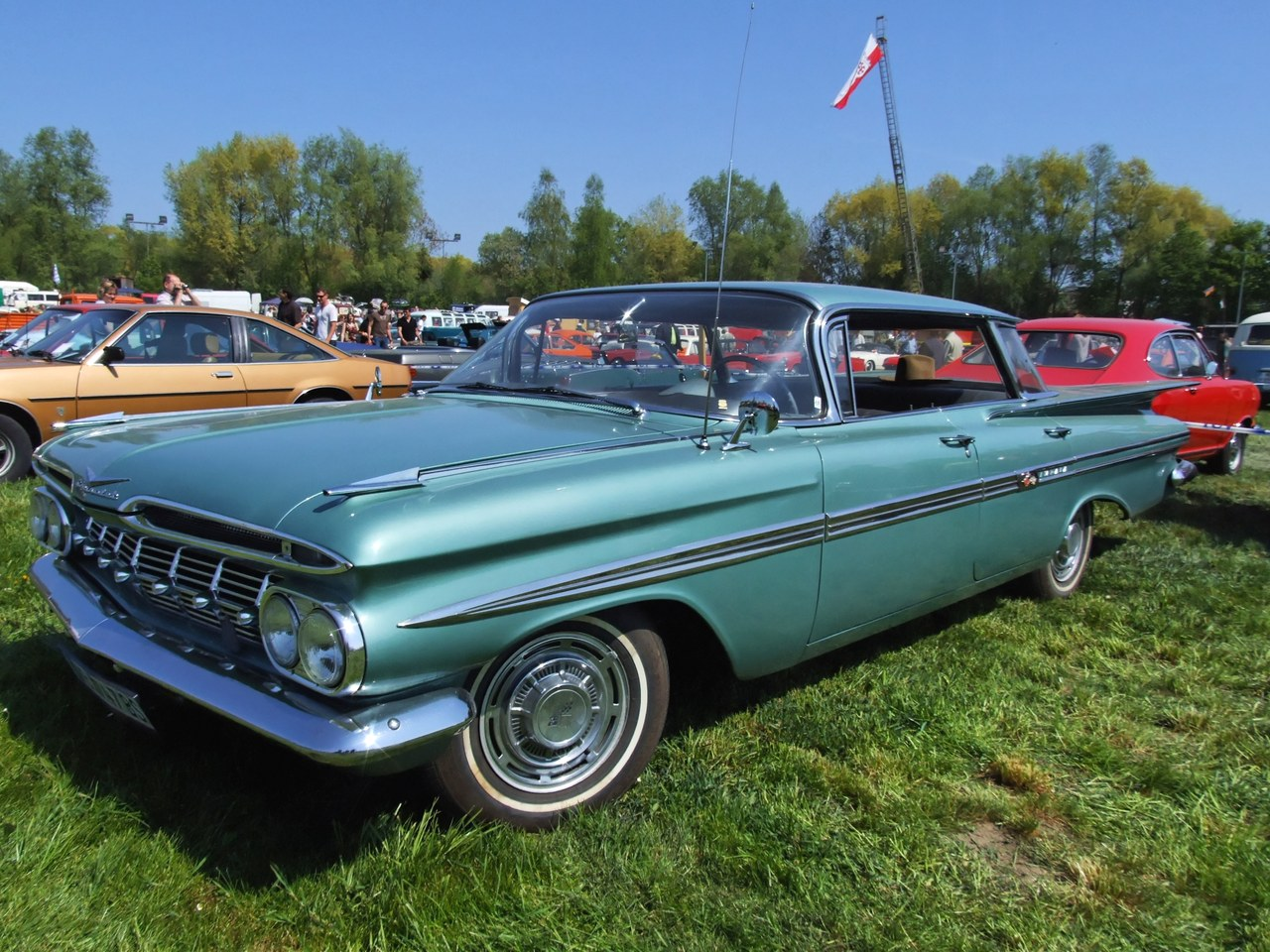
Chevrolet Impala — культовый американский автомобиль, как модель существующий до сих пор.
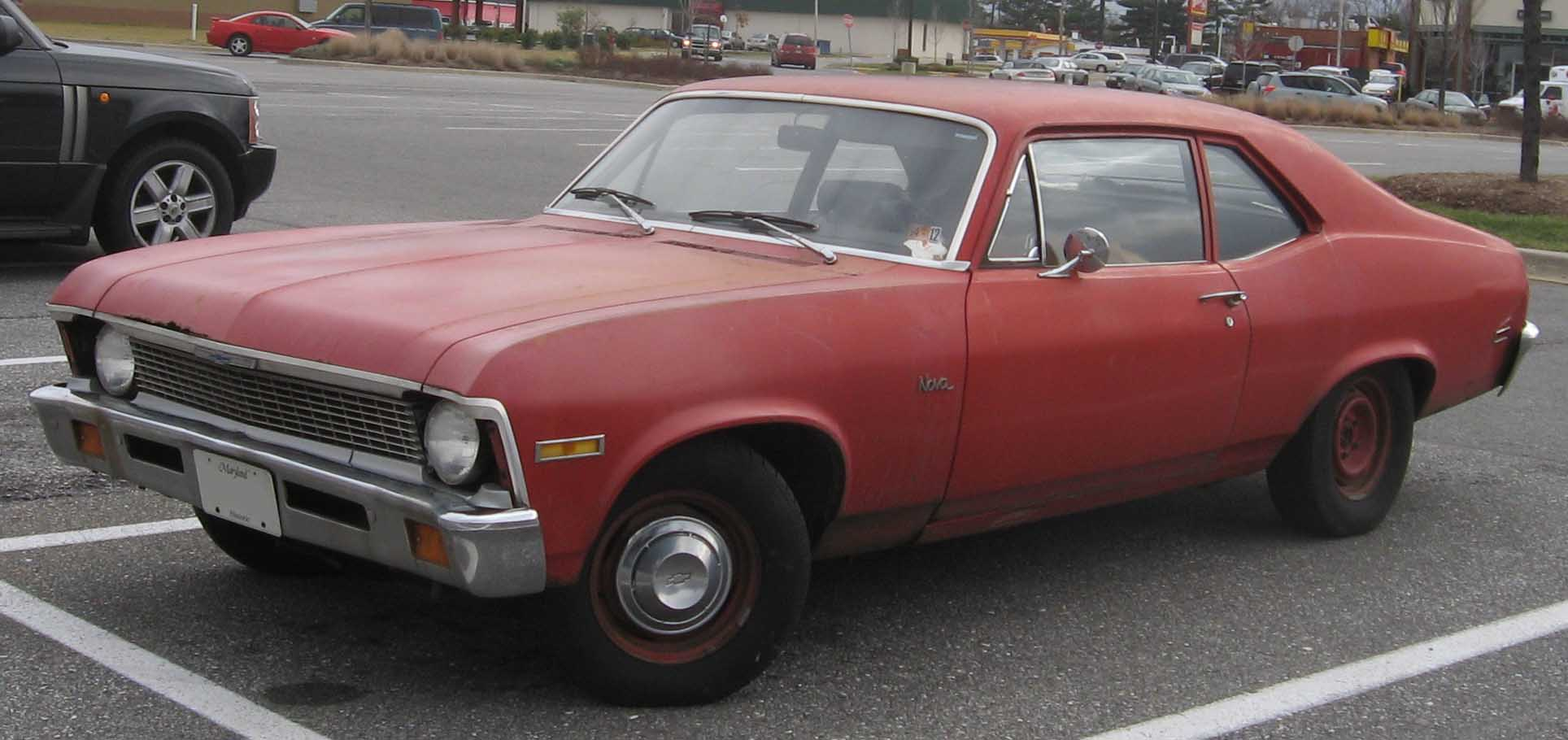
Chevrolet Nova — удачная модель 1960-х и 70-х годов и muscle car.
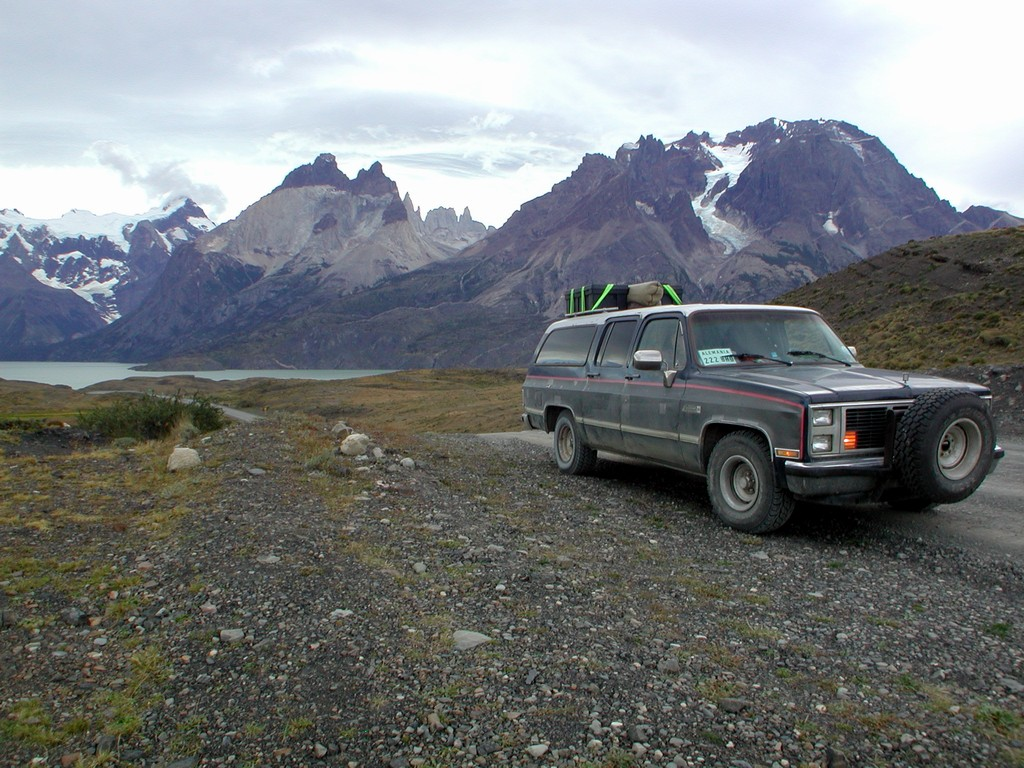
Sierra classic 1500 = Chevrolet Suburban
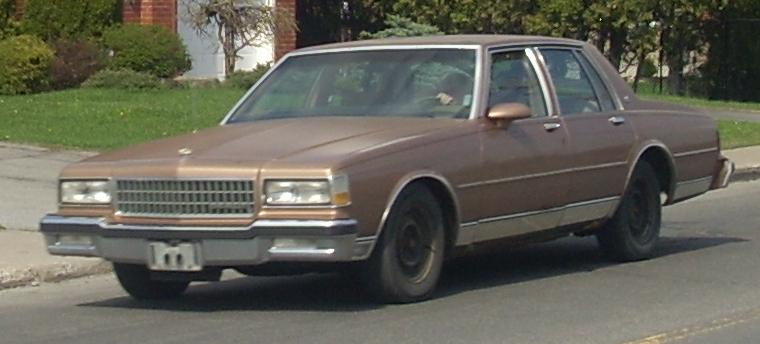
Chevrolet Caprice, звезда многих голливудских фильмов и любимец «копов».
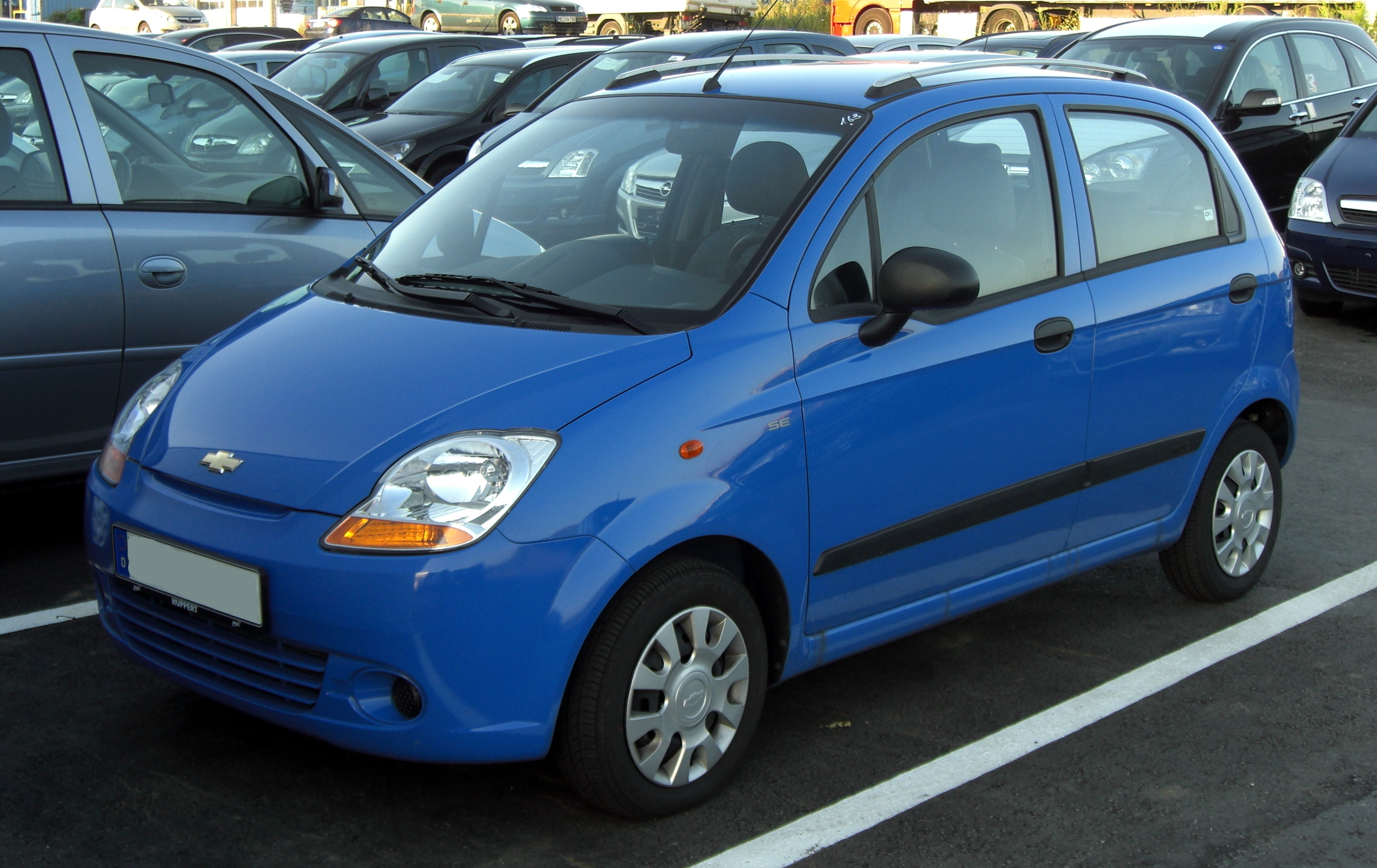
Современная модель — Chevrolet Spark, перелицованный Daewoo Matiz